# Cephalotes serraticeps
Cephalotes serraticeps é uma espécie de inseto do gênero Cephalotes, pertencente à família Formicidae.